# Лещи
Лещи́ (лат. Abramis) — род лучепёрых рыб из семейства карповых (Cyprinidae) отряда карпообразных (Cypriniformes). Единственный представитель рода — лещ (Abramis brama (Linnaeus, 1758)).

## Внешний вид

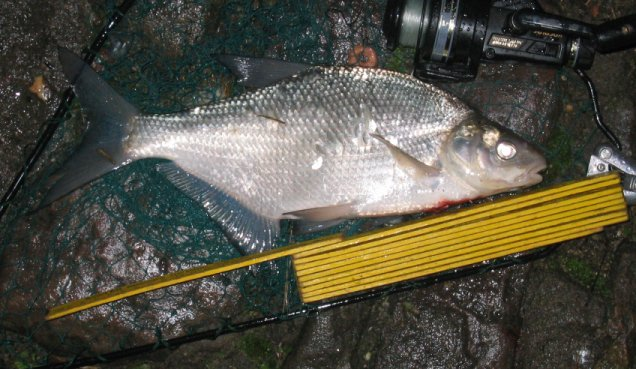
Экземпляр леща, пойманного в Рейне (Германия)

У представителей рода лещей тело сильно сжатое с боков, высокое или удлинённое. Чешуя умеренной величины. Спинной плавник короткий и высокий без толстого шипа и лежит над промежутком между брюшными плавниками и анальным. Анальный плавник очень длинный (в нём всегда более 12 разделённых лучей). Между анальным и брюшными плавниками нет чешуи. На передней части спины средняя линия также без чешуи. Нижняя губа посередине прерывается. Усиков нет; глоточные зубы в один ряд.

## Образ жизни
Живут преимущественно в спокойных, больших и глубоких озёрах, также в реках и отчасти солоноватых водах.
Питаются преимущественно донными беспозвоночными. 

## Распространение
Водятся в Европе (к северу от Альп), Северной Азии и Северной Америке.

## Классификация
Ранее к роду относили 16 видов, включая леща, сырть, клепца (сопу, или глазачь), синца, густеру.
В настоящее время признаётся монотипическим.